# Lilla Öjungen
Lilla Öjungen är en sjö i Bollnäs kommun i Hälsingland och ingår i Ljusnans huvudavrinningsområde. Sjön är 7 meter djup, har en yta på 0,459 kvadratkilometer och är belägen 225 meter över havet. Sjön avvattnas av vattendraget Anneforsån.

## Delavrinningsområde
Lilla Öjungen ingår i det delavrinningsområde (678969-151749) som SMHI kallar för Utloppet av Lilla Öjungen. Medelhöjden är 256 meter över havet och ytan är 2,04 kvadratkilometer. Räknas de 4 avrinningsområdena uppströms in blir den ackumulerade arean 27,71 kvadratkilometer. Anneforsån som avvattnar avrinningsområdet har biflödesordning 3, vilket innebär att vattnet flödar genom totalt 3 vattendrag innan det når havet efter 78 kilometer. Avrinningsområdet består mestadels av skog (78 procent). Avrinningsområdet har 0,46 kvadratkilometer vattenytor vilket ger det en sjöprocent på 22,5 procent.